# Calytrix tetragona
Calytrix tetragona är en myrtenväxtart som beskrevs av Jacques-Julien Houtou de La Billardière. Calytrix tetragona ingår i släktet Calytrix och familjen myrtenväxter. Inga underarter finns listade i Catalogue of Life.

## Bildgalleri

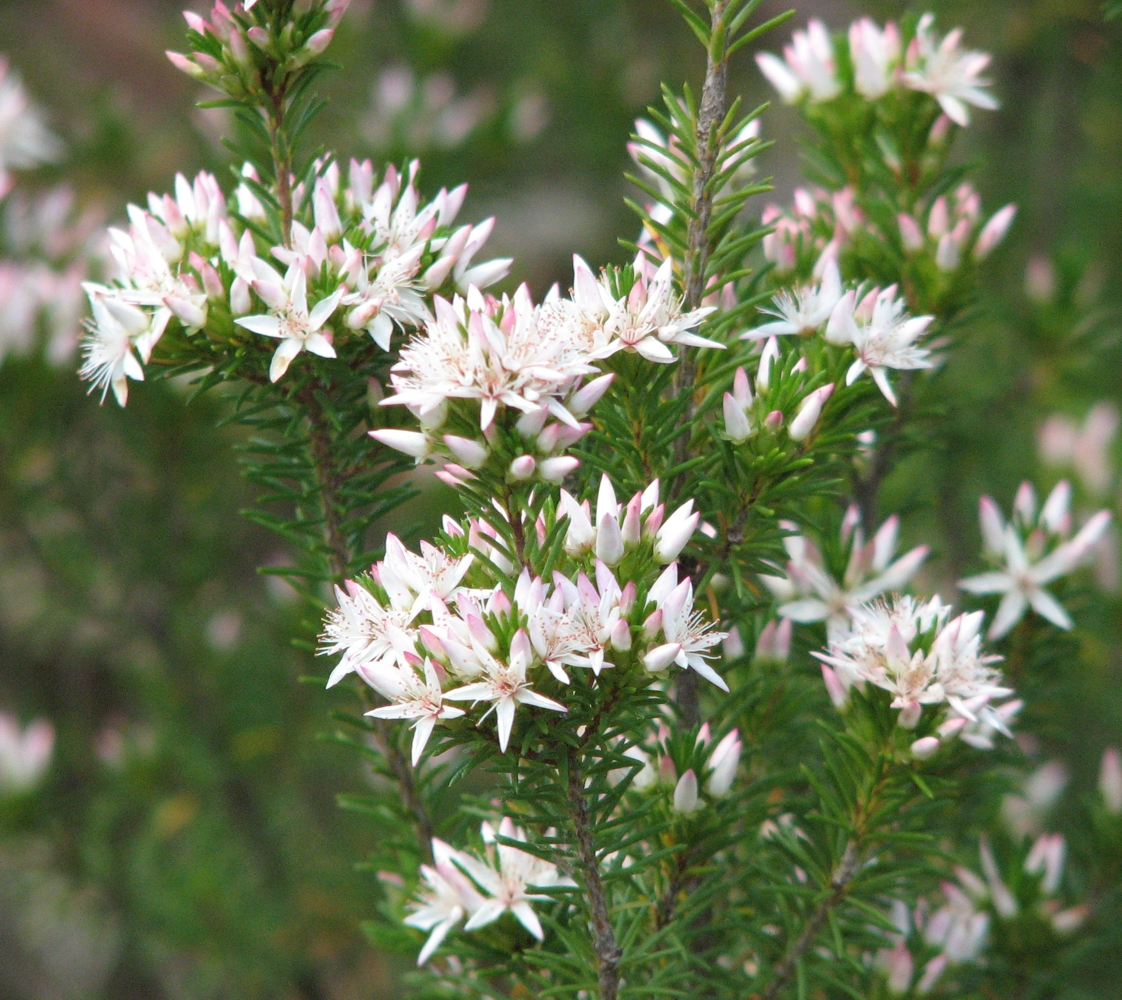
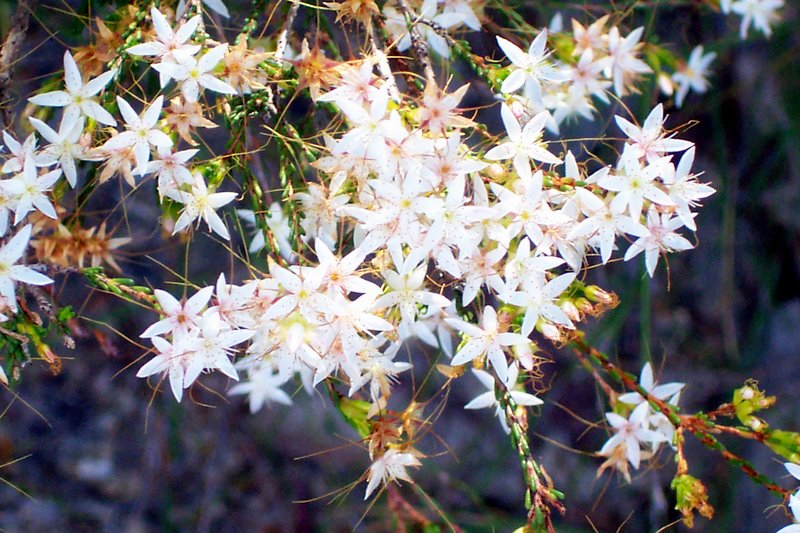